# Mayfield (Utah)
Mayfield – miasto w Stanach Zjednoczonych, w stanie Utah, w hrabstwie Sanpete.